# Vilém Viktorin
Vilém Viktorin (29. listopadu 1892, Šitbořice – 19. ledna 1981 Chrudim) byl český římskokatolický duchovní.

## Život
Vilém Viktorin se narodil 29. listopadu 1892 v Šitbořicích. Otec byl šafářem v Mutěnicích. Rodiče se brzy po jeho narození přestěhovali do Dubňan, kde prožil dětství a mládí. Na kněze byl vysvěcen v roce 1918, primiční mši sv. sloužil v Dubňanech 7. července 1918. Byl kaplanem ve Štítarech, pak v Hostimi. Byl ustanoven administrátorem pavlické farnosti na několik měsíců od 1. září 1920 než byl po odchodu faráře P. Františka Procházky ustanoven do Pavlic farář nový, kterým se stal P. Josef Vaněk. V roce 1920 P. Vilém Viktorin založil v Hostimě spolek katolické mládeže Omladina. 21. ledna 1921 pak založil v Pavlicích spolek Orel.
V kněžské službě působil šest let. Roku 1924 vystoupil z římskokatolické církve a přešel do církve československé. Již dříve se prý měl vyjádřit, že nevěří v to, co káže a děti učí. Oženil se a měl dceru a syna, který zemřel v roce 1982. Stal se berním asistentem v Trenčíně. V roce 1979 požádal Svatý stolec o prominutí za odchod z kněžské služby a vstup do církve československé. Od Svatého Otce tento dispens obdržel. Zemřel 19. ledna 1981 ve věku 88 let v Chrudimi a je pochován v Nových Hradech.